# Skyddsvallsport

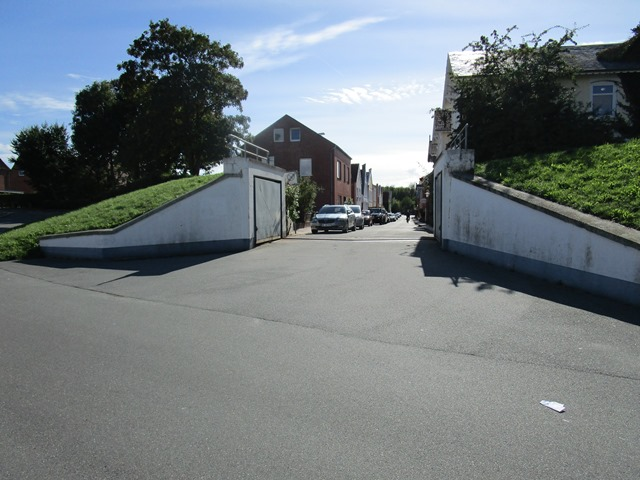
Skyddsvallsport vid Tönnings hamn i Tyskland

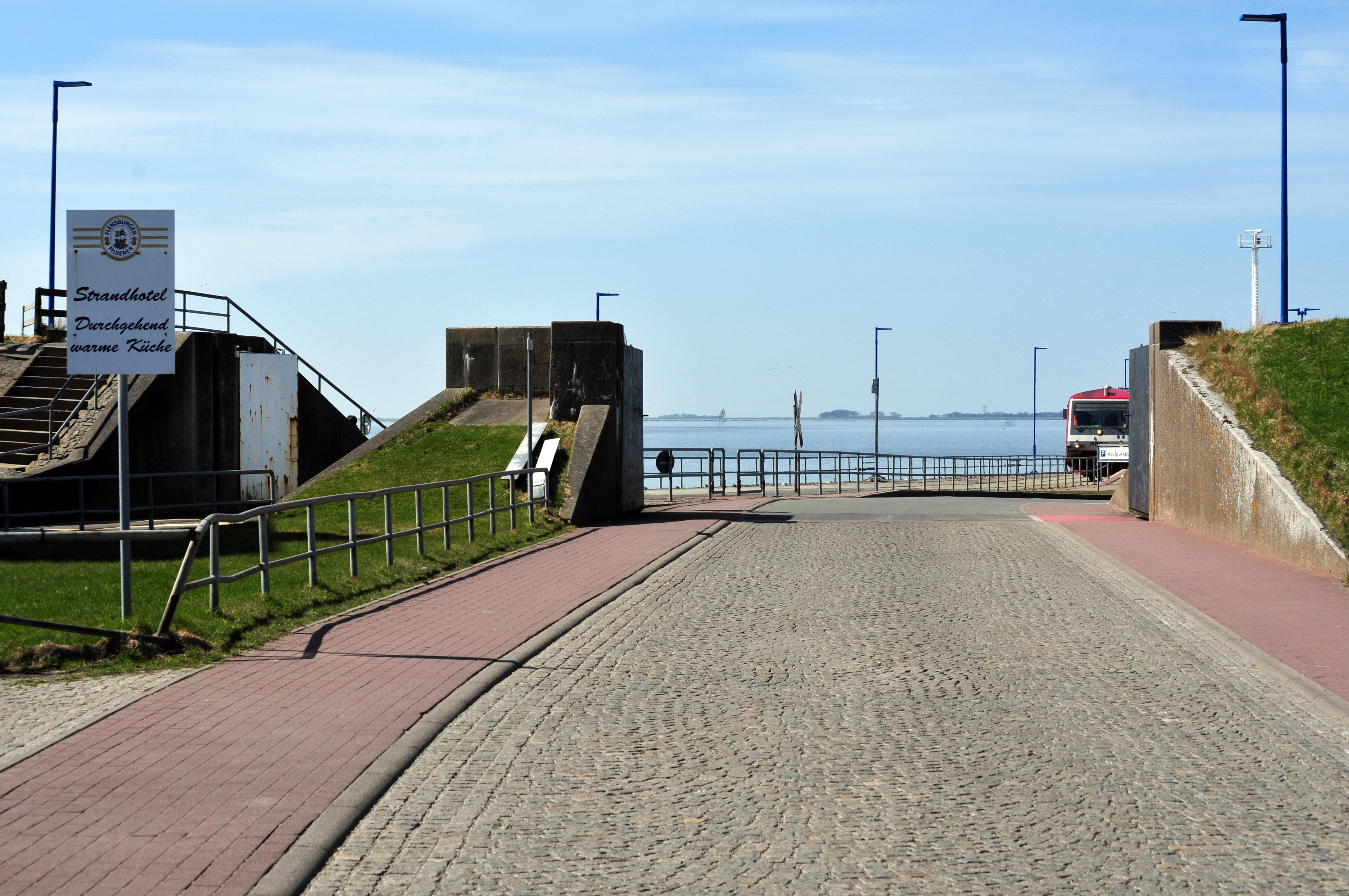
Kombinerade tåg- och vägskyddsvallsportar i Dagebüll i Tyskland

En skyddsvallsport (danska: støpe) är ett avbrott i en skyddsvall mot stormfloder för att möjliggöra passage av väg- eller spårfordon, vilken vid behov kan enkelt tillslutas med permanenta eller tillfälliga portar, plank eller liknande. 
Portarna är att sätt att eliminera skyddsvallen som ett trafikhinder utan att minska vallarnas beskyddande funktion för sankområden eller poldrar bakom vallen. 

## Danmarks, Tysklands och Nederländernas Nordsjökust
Vadehavet, området längs den 500 kilometer långa flacka kusten vid Nordsjön, som sträcker sig från Hobukten vid Esbjerg söderut över Tyskland till den holländska staden Den Helder, karaktäriseras av specifika tidvattensförhållanden. Där är skyddsvallar mot stormfloder vanliga, och därmed också arrangemang för passager genom dem för bilar och tåg.
Portar i skyddsvallar byggs ofta i den andra skyddsvallslinjen. I Danmark finns "støper" bland annat på öarna Mandø och Fanø, i Sydslesvig bland annat i Tönning och Dagebüll. 

## Bildgalleri

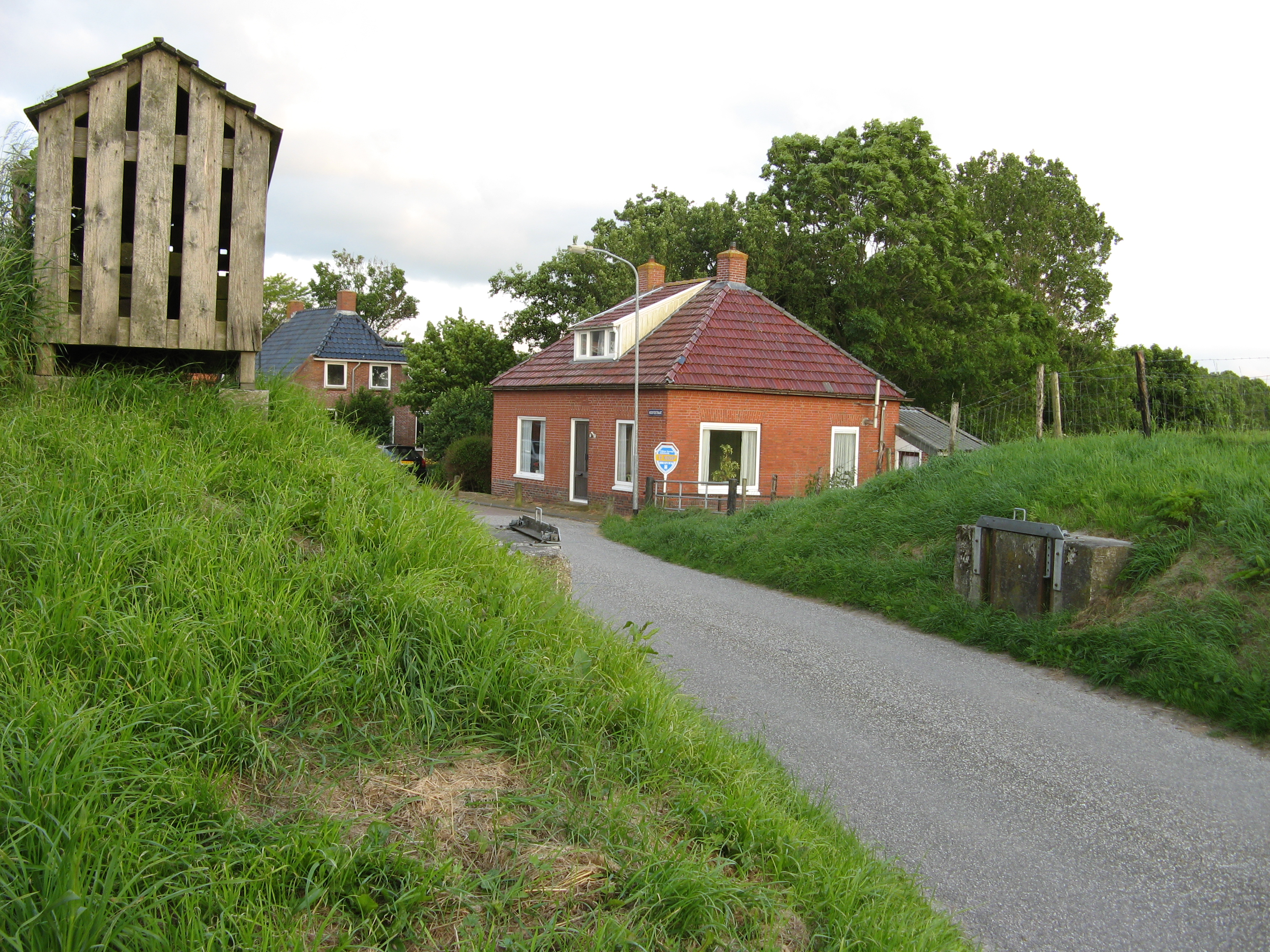
Skyddsvallsport i Vierhuizen i provinsen Groningen i Nederländerna med skjul för fördämningsplankor
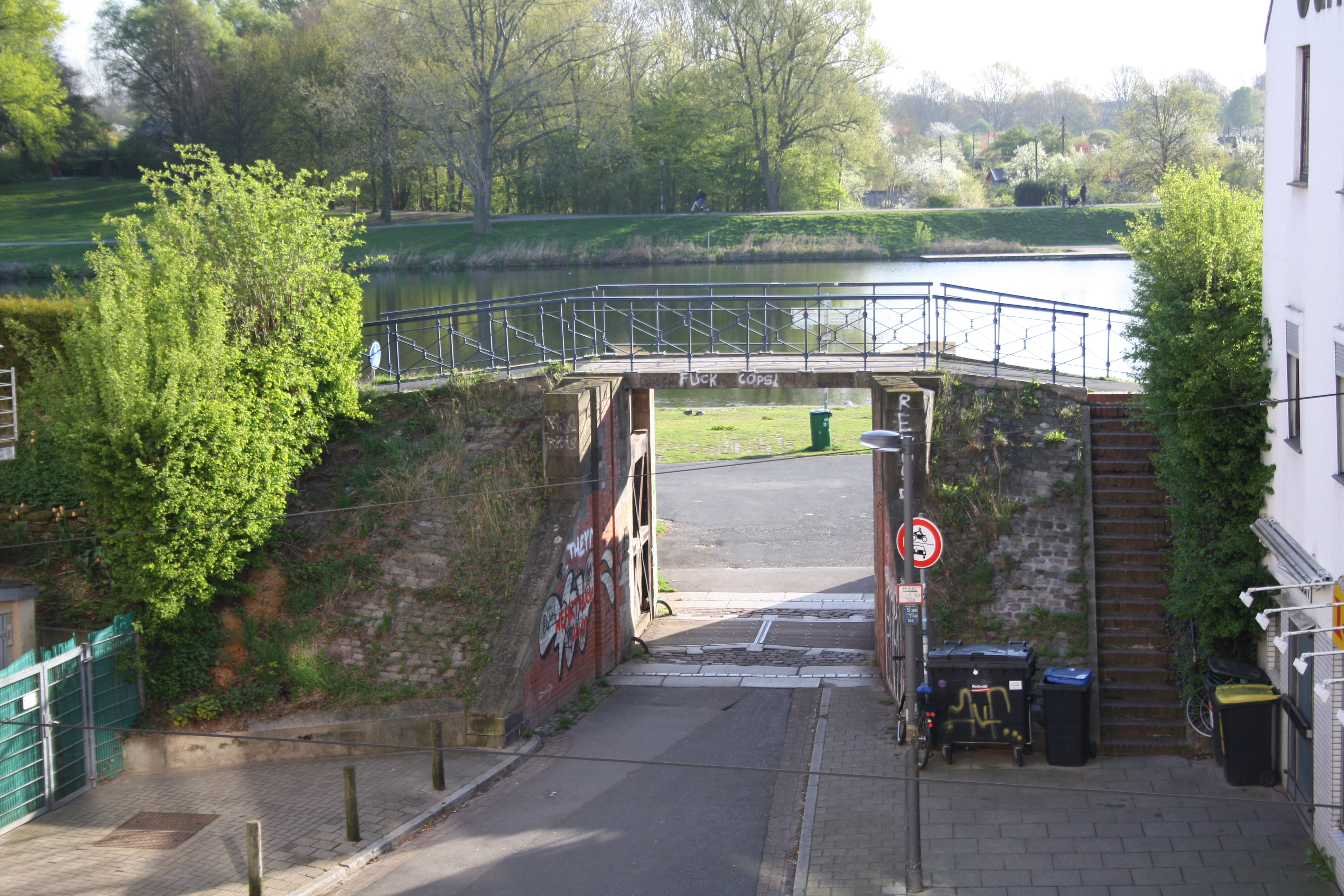
Skyddsvallsport i Habenhauservallen i Bremen
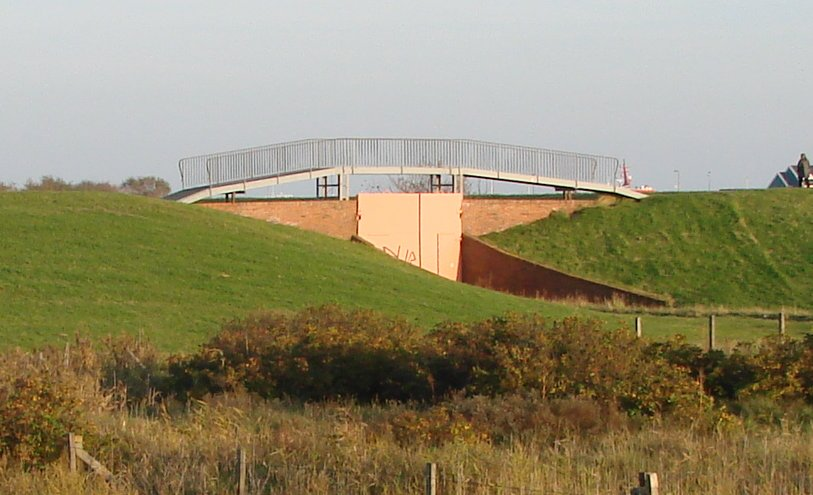
Tillsluten skyddsvallsport för Spiekeroogs hästspårvagn på Spiekeroog
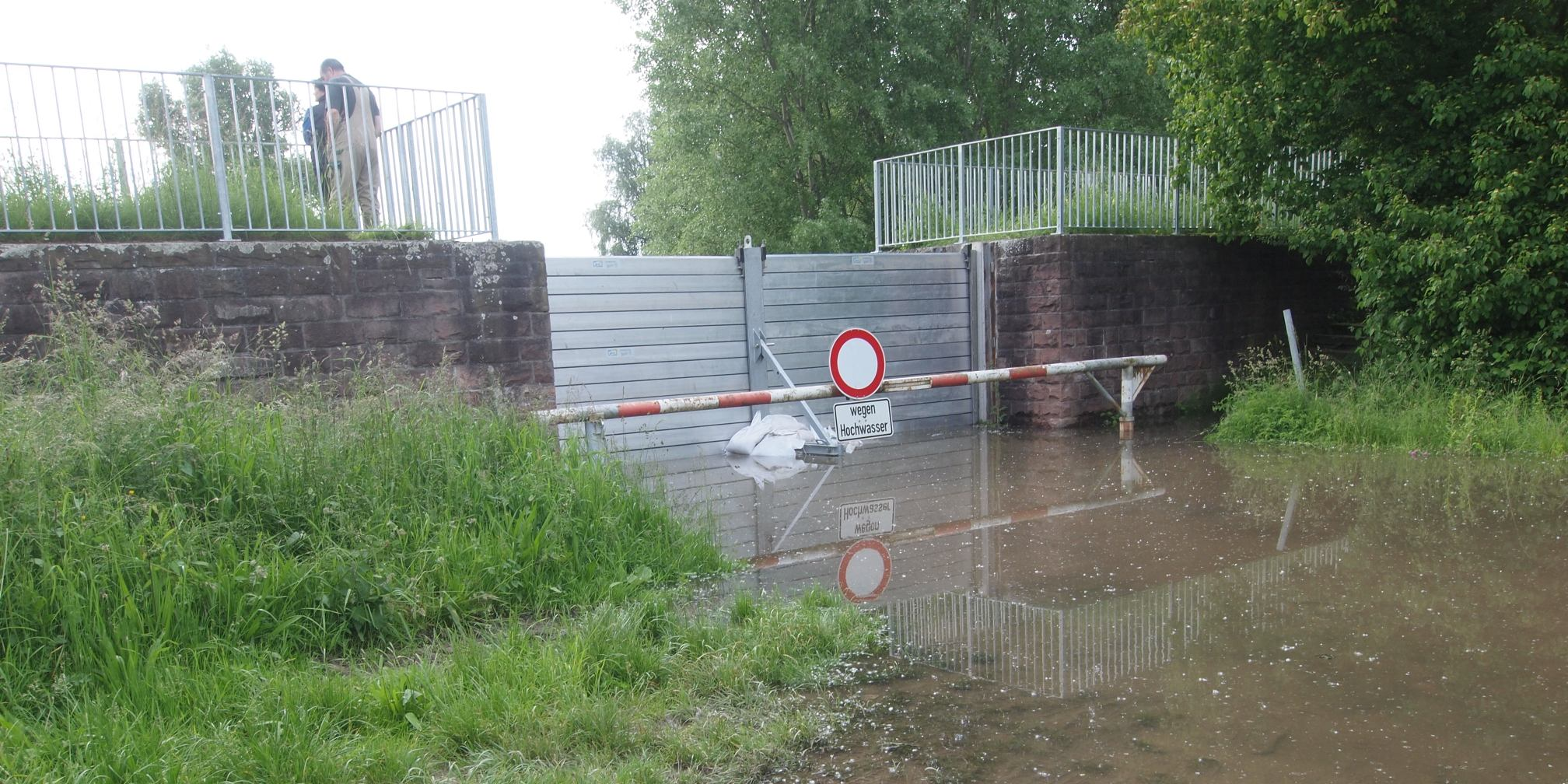
Tillstängd skyddsvallsport i Pionierhafen i Karlsruhe